# 弗里德峰

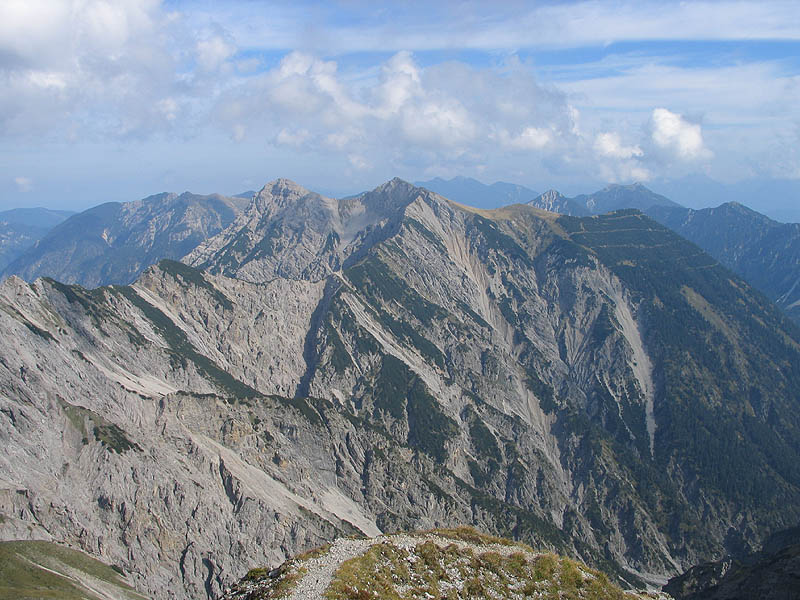

47°31′6″N 10°57′37″E / 47.51833°N 10.96028°E
弗里德峰（德語：Friederspitz），是德國的山峰，位於該國東南部，由巴伐利亞負責管轄，屬於阿爾高阿爾卑斯山脈的一部分，海拔高度2,049米，每年平均降雨量1,666毫米。